# Suéter Completo
Suéter Completo es un álbum recopilatorio perteneciente al grupo de rock y new wave argentino Suéter. Fue lanzado en el año 1988. Luego del fracaso de su disco Misión ciudadano I en 1987, la banda entra en un largo receso de casi-separación; que su compañía grabadora Interdisc decide sacar un compilado, que reúne básicamente canciones de sus primeros tres álbumes de estudio. Hacia 1989, Suéter se separan.

## Lista de canciones
| N.º   | Título                                    | Escritor(es)                         | Duración |  |
| 1.    | «Vía México»                              | Miguel Zavaleta/Fabián Quintiero     | 03:32    |  |
| 2.    | «Amanece en la ruta»                      | Miguel Zavaleta                      | 03:50    |  |
| 3.    | «Su única diferencia»                     | Miguel Zavaleta                      | 03:37    |  |
| 4.    | «Él anda diciendo»                        | Miguel Zavaleta                      | 04:00    |  |
| 5.    | «El Pecarí»                               | Miguel Zavaleta                      | 03:37    |  |
| 6.    | «El Fugitivo»                             | Miguel Zavaleta/Jorge Minissale      | 02:49    |  |
| 7.    | «Comiendo gefilte fish»                   | Miguel Zavaleta                      | 03:55    |  |
| 8.    | «Como un barco lleno de lauchas»          | Miguel Zavaleta                      | 03:37    |  |
| 9.    | «Sin porteros»                            | Miguel Zavaleta                      | 03:46    |  |
| 10.   | «Métodos»                                 | Miguel Zavaleta/Jorge Minissale      | 03:35    |  |
| 11.   | «Jugo de tomate frío (versión de Suéter)» | Javier Martínez/Adaptación de Suéter | 03:03    |  |
| 12.   | «Nada es como fue»                        | Miguel Zavaleta                      | 03:38    |  |
| 44:01 |                                           |                                      |          |  |